# Palczarek zwyczajny

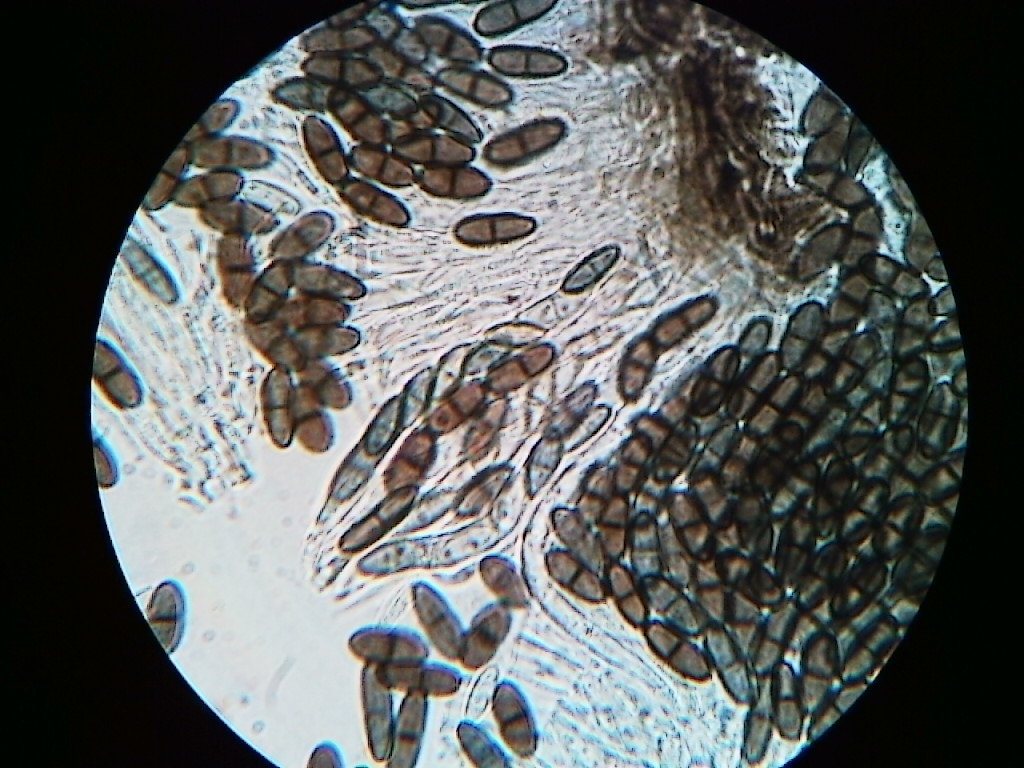

Palczarek zwyczajny (Phaeocalicium populneum (Brond. ex Duby) A.F.W. Schmidt) – gatunek grzybów z rodziny Mycocaliciaceae.

## Systematyka i nazewnictwo
Pozycja w klasyfikacji według Index Fungorum:  Phaeocalicium, Mycocaliciaceae, Mycocaliciales, Mycocaliciomycetidae, Eurotiomycetes, Pezizomycotina, Ascomycota, Fungi.
Po raz pierwszy opisali go w 1830 r. Louis de Brondeau i Jean Étienne Duby, nadając mu nazwę Calicium populneum. Obecną nazwę nadał mu A.F.W. Schmidt w 1970 r. Niektóre inne synonimy:
- Embolidium populneum (Brond. ex Duby) Vain. 1927
- Phacotium populneum (Brond. ex Duby) Trevis. 1862[2].

Polska nazwa według W. Fałtynowicza.

## Morfologia
Plecha częściowo zagłębiona w podłożu. Apotecja o wysokości 0,5–0,7 mm, oliwkowe, szarobrązowe, ciemnobrązowe lub prawie czarne, oprószone, błyszczące. Trzonek (czasami rozwidlony), o średnicy 0,04–0,06 mm, czarny lub oliwkowobrązowy, powierzchnia często z lekkim czerwonawym odcieniem na przekroju. Główka miseczkowata lub stożkowa.
Strzępki wąskie, o średnicy 4–5 µm, lekko splecione, zesklerotyzowane, ciemne, z czerwonawo-brązowym odcieniem, przeważnie ułożone peryklinicznie, na środku brązowe; otoczone szklistą, galaretowatą powłoką o grubości 2–5 µm. Epitecjum brązowe do czerwonawo-brązowego, o grubości 5-12 µm, składające się z warstw ułożonych antyklinicznie, zesklerotyzowanych strzępek o barwie od brązowej do czerwonawo-brązowej, o grubości 6–19 µm, tworzące 3–6 warstw. Hypotecjum szkliste o grubości 30–60 µm, składające się z przeważnie peryklinalnie ułożonych, cienkościennych strzępek z rzadka rozgałęzionymi pod kątem prostym. Worki 8-zarodnikowe, jednorzędowe, wąsko cylindryczne, 75–83 × 4–5 µm. Askospory z jedną przegrodą tworzącą się raczej późno, słabo pigmentowaną i trudną do zobaczenia bez zanurzenia w olejku, w stanie dojrzałym średnio brązowe, elipsoidalne do wąsko elipsoidalnych 12–17 × 5–6,5 µm, o powierzchni niewyraźnie ornamentowanej do wyraźnie brodawkowatej.
Reakcje barwne: Trzonek K+, najpierw ciemniejszy, a następnie silnie pęczniejący i lekko czerwonawo-brązowy, N+ lekko czerwonawo-brązowy na przekroju.

## Występowanie i siedlisko
Podano występowanie Phaeocalicium populneum w Europie, Azji i Ameryce Północnej. Jego stanowiska w Polsce przytacza W. Fałtynowicz, ale pochodzą one sprzed II wojny światowej.
Grzyb saprotroficzny lub pasożytniczy. Występuje na korze cienkich, martwych gałęzi drzew żywych, na pniach i martwych drzewach oraz głównych pędach topoli Populus. W Polsce notowany także na wierzbach Salix.
Jest wymieniany w opracowaniach o porostach, jednak jego przynależność do porostów jest wątpliwa. Także pasożytniczy tryb życia podaje w wątpliwość przynależność do porostów.